# Wolfgang von und zu Liechtenstein
Wolfgang von und zu Liechtenstein (nato Wolfgang Johannes Baptist Johannes Evangelist Ildefons Franz de Paula Josef Maria; Graz, 25 dicembre 1934) è un diplomatico liechtensteinese.

## Biografia

### Studi e carriera
Il principe Wolfgang è nato come ultimo dei quattro figli di Carlo Aloisio del Liechtenstein e di Elisabetta di Urach, nel 1934 a Graz.
Frequentò prima il Collegium Marianum di Vaduz e poi l'Abteigymnasium Seckau, laureandosi infine in legge all'Università di Vienna. 
Il 12 luglio del 1970 sposò con nozze civili a Wang Gabrielle Basselet de La Rosée (1949), quarta degli otto figli del conte Franz Xaver (1906-1984) e della principessa Eleonore von Lobkowicz (1916-2000); l'unione religiosa ebbe luogo a Isareck il 18 luglio.
Dal 1983, fino al suo ingresso nel settore diplomatico, fu il direttore del Grazer Wechselseitige Versicherung Aktiengesellschaft (GRAWE), un gruppo assicurativo austriaco.
È stato un membro del consiglio della Liechtensteiner Freunde von Yad Vashem, associazione che sostiene l'omonimo memoriale dell'Olocausto.

### Ambasciatore in Svizzera
Dal 1996 al 2001 fu ambasciatore in Svizzera come successore del principe Nikolaus, figlio di suo cugino Francesco Giuseppe II.
Nel marzo del 1999 stipulò con il Consiglio federale svizzero un accordo di cooperazione sulle questioni normative relative all'ambito delle telecomunicazioni, e un altro accordo sul trasporto transfrontaliero dei passeggeri.
Nel 2010 è stato insignito dal nipote Giovanni Adamo II della Gran Croce dell'Ordine al merito del Principato in virtù dei servizi resi al Liechtenstein.

## Discendenza
Wolfgang von und zu Liechtenstein e Gabrielle Basselet de La Rosée ebbero una figlia e un figlio:
- Principessa Stephanie Elisabeth Eleonore Maria (Salisburgo, 12 aprile 1976);
- Principe Leopold Franz Karl Maria (Salisburgo, 21 maggio 1978), ha sposato Barbara Wichart il 18 giugno 2011 con rito civile a Trahütten e quello religioso a Hollenegg:[9]
  - Principe Lorenz Friedrich Wolfgang Maria (22 settembre 2012);
  - Principessa Johanna Gabrielle Ildiko Maria (Vienna, 16 novembre 2015).

## Titoli e trattamento
- 25 dicembre 1934 - 26 ottobre 1993: Sua Altezza Serenissima, il principe Wolfgang von und zu Liechtenstein
- 26 ottobre 1993 - attuale: Sua Altezza Serenissima, il principe Wolfgang von und zu Liechtenstein, conte di Rietberg

## Ascendenza
|                                   |                    |                                          | Genitori                                 |  |  | Nonni |  |  | Bisnonni                             |  |  | Trisnonni                             |  |
|                                   |                    |                                          |                                          |  |  |       |  |  | Francesco di Paola del Liechtenstein |  |  | Giovanni I Giuseppe del Liechtenstein |  |
|                                   |                    |                                          |                                          |  |  |       |  |  | Francesco di Paola del Liechtenstein |  |  | Giovanni I Giuseppe del Liechtenstein |  |
|                                   |                    | Giuseppa di Fürstenberg-Weitra           |                                          |  |  |       |  |  | Francesco di Paola del Liechtenstein |  |  |                                       |  |
| Alfredo del Liechtenstein         |                    |                                          |                                          |  |  |       |  |  | Francesco di Paola del Liechtenstein |  |  |                                       |  |
|                                   |                    | Ewa Potocka                              | Alfred Wojciech Potocki                  |  |  |       |  |  |                                      |  |  |                                       |  |
|                                   |                    | Ewa Potocka                              | Alfred Wojciech Potocki                  |  |  |       |  |  |                                      |  |  |                                       |  |
|                                   |                    | Ewa Potocka                              | Józefina Maria Czartoryska               |  |  |       |  |  |                                      |  |  |                                       |  |
| Carlo Aloisio del Liechtenstein   |                    | Ewa Potocka                              |                                          |  |  |       |  |  |                                      |  |  |                                       |  |
|                                   |                    | Luigi II del Liechtenstein               | Giovanni I Giuseppe del Liechtenstein    |  |  |       |  |  |                                      |  |  |                                       |  |
|                                   |                    | Luigi II del Liechtenstein               | Giovanni I Giuseppe del Liechtenstein    |  |  |       |  |  |                                      |  |  |                                       |  |
|                                   |                    | Luigi II del Liechtenstein               | Giuseppa di Fürstenberg-Weitra           |  |  |       |  |  |                                      |  |  |                                       |  |
| Enrichetta del Liechtenstein      |                    | Luigi II del Liechtenstein               |                                          |  |  |       |  |  |                                      |  |  |                                       |  |
|                                   |                    | Franziska Kinsky von Wchinitz und Tettau | Joachim Egon zu Fürstenberg-Weitra       |  |  |       |  |  |                                      |  |  |                                       |  |
|                                   |                    | Franziska Kinsky von Wchinitz und Tettau | Joachim Egon zu Fürstenberg-Weitra       |  |  |       |  |  |                                      |  |  |                                       |  |
|                                   |                    | Franziska Kinsky von Wchinitz und Tettau | Sophia Theresia zu Oettingen-Wallerstein |  |  |       |  |  |                                      |  |  |                                       |  |
| Wolfgang von und zu Liechtenstein |                    | Franziska Kinsky von Wchinitz und Tettau |                                          |  |  |       |  |  |                                      |  |  |                                       |  |
|                                   | Guglielmo di Urach | Guglielmo Federico di Württemberg        |                                          |  |  |       |  |  |                                      |  |  |                                       |  |
|                                   | Guglielmo di Urach | Guglielmo Federico di Württemberg        |                                          |  |  |       |  |  |                                      |  |  |                                       |  |
|                                   | Guglielmo di Urach | Wilhelmine von Tunderfeld-Rhodis         |                                          |  |  |       |  |  |                                      |  |  |                                       |  |
| Mindaugas II di Lituania          | Guglielmo di Urach |                                          |                                          |  |  |       |  |  |                                      |  |  |                                       |  |
|                                   |                    | Florestina di Monaco                     | Florestano I di Monaco                   |  |  |       |  |  |                                      |  |  |                                       |  |
|                                   |                    | Florestina di Monaco                     | Florestano I di Monaco                   |  |  |       |  |  |                                      |  |  |                                       |  |
|                                   |                    | Florestina di Monaco                     | Maria Carolina Gibert de Lametz          |  |  |       |  |  |                                      |  |  |                                       |  |
| Elisabetta di Urach               |                    | Florestina di Monaco                     |                                          |  |  |       |  |  |                                      |  |  |                                       |  |
|                                   |                    | Carlo Teodoro in Baviera                 | Massimiliano Giuseppe in Baviera         |  |  |       |  |  |                                      |  |  |                                       |  |
|                                   |                    | Carlo Teodoro in Baviera                 | Massimiliano Giuseppe in Baviera         |  |  |       |  |  |                                      |  |  |                                       |  |
|                                   |                    | Carlo Teodoro in Baviera                 | Ludovica di Baviera                      |  |  |       |  |  |                                      |  |  |                                       |  |
| Amalia in Baviera                 |                    | Carlo Teodoro in Baviera                 |                                          |  |  |       |  |  |                                      |  |  |                                       |  |
|                                   |                    | Sofia di Sassonia                        | Giovanni di Sassonia                     |  |  |       |  |  |                                      |  |  |                                       |  |
|                                   |                    | Sofia di Sassonia                        | Giovanni di Sassonia                     |  |  |       |  |  |                                      |  |  |                                       |  |
|                                   |                    | Sofia di Sassonia                        | Amalia Augusta di Baviera                |  |  |       |  |  |                                      |  |  |                                       |  |
|                                   |                    | Sofia di Sassonia                        |                                          |  |  |       |  |  |                                      |  |  |                                       |  |